# آخکرپی
آخکرپی (به لاتین: Akhkerpi) یک منطقهٔ مسکونی در گرجستان است که در شهرداری مارنئولی واقع شده‌است. آخکرپی ۶۱۰ نفر جمعیت دارد و ۱٬۰۰۷ متر بالاتر از سطح دریا واقع شده‌است.